# Taverna (Italia)
Taverna es un municipio situado en la provincia de Catanzaro, en Calabria (Italia). Tiene una población estimada, a fines de agosto de 2022, de 2508 habitantes.
En la localidad nació el pintor barroco Mattia Preti (1613 - 1699).

## Demografía
| Gráfica de evolución demográfica de Taverna entre 1861 y 2022 |
|                                                               |
| Fuente: ISTAT - Elaboración gráfica a cargo de Wikipedia      |